# Eleição municipal de Valinhos em 2016
A eleição municipal de Valinhos em 2016 aconteceu em 2 de outubro de 2016 para eleger um prefeito, um vice-prefeito e 17 vereadores no município de Valinhos, Estado de São Paulo, no Brasil. O prefeito eleito foi Orestes Previtale, do PMDB, com 40,29% dos votos válidos sendo vitorioso logo no primeiro turno em disputa com dois adversários, Clayton Machado (PSDB) e Alexandre Tonetti (PDT). O vice-prefeito eleito, na chapa de Orestes, foi o vereador Lorival (PROS). 
O pleito em Valinhos foi parte das eleições municipais no Brasil em 2016 nas unidades federativas do Brasil. O candidato a vereador mais bem votado foi Edison Roberto Secafim, que obteve 1.799 votos (3,07% dos votos válidos).

## Eleitorado
Na eleição de 2016, estiveram aptos a votar 86.494 eleitores de Valinhos. Já em anos anteriores como no ano de 2012 o número de eleitores era menor, com 81.102 de eleitores aptos.

## Candidatos
Foram três candidatos à prefeitura em 2016: Orestes Previtale do PMDB, Clayton Machado do PSDB e Alexandre Luiz Tonetti do PDT.
| N.º | Candidato(a)      | Vice              | Partido | Coligação |
| --- | ----------------- | ----------------- | ------- | --- |
| 12  | Alexandre Tonetti | Alexandre Veronez | PDT     | " RENOVA VALINHOS " (PDT / PT / PC do B / PSOL)                                                                                          |
| 15  | Orestes Previtale | Laís Helena       | PMDB    | " PMDB / DEM / PMN / PSDC / PSL / PV / PP / PRTB " (PMDB / DEM / PMN / PSDC / PSL / PV / PP / PRTB)                                      |
| 45  | Clayton Machado   | Lorival           | PSDB    | " JUNTOS POR VALINHOS " (PRB / PTB / REDE / PTN / PSC / PR / PPS / PHS / PMB / PTC / PSB / PRP / PSDB / PEN / PSD / PT do B / SD / PROS) |

## Campanha
Em uma série de entrevistas realizadas com os candidatos à prefeitura de Valinhos em 2016 pelo jornal Folha de Valinhos os candidatos disseram sobre suas propostas quanto à educação. O Candidato Clayton Machado do PSDB disse que iria zerar o tempo de espera por creche; dotar todas as escolas com câmeras de monitoramento; investir em programas de assiduidade dos educadores e integrar a Educação com os projetos de Esportes e Cultura. O candidato Alexandre Tonetti do PDT prometeu implementar atividades esportivas e culturais como música e teatro nas escolas, além do retorno do período integral nas creches. O candidato Orestes Previtale do PMDB prometeu colocar em prática o Plano Municipal de Educação, estabelecer plano de carreira para os docentes e ampliar o número de vagas nas creches e oferecer todo o apoio à criação de contra turno para crianças de 4 a 6 anos.

## Resultados

### Prefeito
No dia 2 de outubro, Orestes Previtale foi eleito com 40.29% dos votos válidos.
| Candidato(a)             | Vice                   | 1º Turno 2 de outubro de 2016 | 1º Turno 2 de outubro de 2016 |
| Candidato(a)             | Vice                   | Votação                       | Votação                       |
|                          |                        | Total                         | Porcentagem                   |
| ------------------------ | ---------------------- | ----------------------------- | ----------------------------- |
| Orestes Previtale (PMDB) | Laís Helena            | 22.735                        | 40,29%                        |
| Clayton Machado (PSDB)   | Lorival                | 19,203                        | 34.03%                        |
| Tonetti (PDT)            | Dr. Alexandre Veronez  | 14.489                        | 25,68%                        |
| Total de votos válidos   | Total de votos válidos | 56.427                        |                               |
| Votos em branco          | Votos em branco        | 3.889                         |                               |
| Votos nulos              | Votos nulos            | 8.327                         |                               |
| Total                    | Total                  | 68.643                        | 100%                          |
| Abstenções               | Abstenções             | 17.851                        |                               |
| Votos apurados           | Votos apurados         | 68.643                        | 100%                          |
| Total de eleitores       | Total de eleitores     | 86 494                        | 100%                          |

### Candidato Eleito
Orestes Previtale é médico clínico e cirurgião geral e do aparelho digestivo. Nascido em Valinhos, é formado em medicina. Em 2012 foi o vereador mais votado. É também servidor público municipal como médico, tendo sido afastado para exercer o cargo de prefeito. Exercendo seu cargo no município foi alvo de uma ação do ministério público por suspeita de improbidade administrativa - supostamente emitiria documentos com papel timbrado da prefeitura em sua clínica particular para facilitar exames de seus pacientes.
Começou sua carreira política no PMDB nos anos 2000 e em 2013 colaborou para a fundação do partido Solidariedade.

### Vereadores
Foram eleitos um total de 17 vereadores no município de Valinhos. Entre esses, 4 são do PMDB, 2 do PV, 3 do PSDB, 2 do PDT, 3 do DEM, 1 do PP, 1 do PSB 1 do PPS e 1 da REDE.